# شماره‌های افزاره انسی
شماره‌های افزاره انسی (به انگلیسی: ANSI Device Numbers) دستگاه شماره‌هایی است که مشخصات یک دستگاه حفاظتی (مانند رله یا مدارشکن قدرت) را مشخص می‌کند. این دستگاه‌ها از سیستم قدرت یا عناصر آن به هنگام وقوع یک خطای ناخواسته مانند اتصال کوتاه جلوگیری می‌کنند. شماره‌های دستگاه برای معرفی عملکرد دستگاه استفاده می‌شوند. از جمله نسخه‌های استاندارد شمارهٔ دستگاه ANSI/IEEE C37.2-2008 است که از سال ۱۹۲۸ اولین نسخهٔ آن به ثبت رسید. IEC 617-, IEEE C37.2-1991 و IEEE C37.2-1979 از جمله نسخه‌های قدیمی تر هستند.

## فهرست شماره‌های دستگاه
1. عنصر ارشد:یک دستگاه آتش‌کننده مانند کلید کنترل، رله ولتاژ، کلید شناور و غیره است که به صورت مستقیم یا از طریق دستگاه‌های مجاز به عنوان رله محافظ یا رله تأخیری عمل می‌کند تا تجهیزی را وارد یا خارج از کار کند.
2. رله تأخیری راه انداز یا وصل‌کننده:یکی از رله‌های کمکی بوده که با تأخیر عمل کرده و باعث ارسال فرمان وصل دیگر رله‌ها می‌شود.
3. رله بازبینی یا وابسته (اینترلاک):این رله شرایط لازم جهت تغییر وضعیت کلید را کنترل نموده در صورت برقراری شرایط، دیژنکتور یا سکسیونر قادر به تغییر وضعیت خواهد بود.
4. بساوگر (کنتاکتور) اصلی:این کنتاکتور در مدار اصلی قرار داشته و دارای بالاترین توان قطع و وصل در مدار می‌باشد.
5. بازدارنده
6. مدار شکن راه انداز
7. رله نرخ تغییر
8. تجهیز قطع‌کنندهٔ مدار فرمان
9. تجهیز معکوس
10. کلید توالی واحد
11. تجهیز چند کاره
12. تجهیز سرعت بالا
13. تجهیز سرعت سنکرون (همزمان)
14. تجهیز سرعت پایین
15. دستگاه تطبیق فرکانس یا سرعت
16. دستگاه ارتباطات داده‌ها
17. کلید تخلیه یا مانور
18. دستگاه افزایش یا کاهش سرعت
19. بساوگر (کنتاکتور) راه انداز جریان انتقال
20. شیر و فلکهٔ الکتریکی
21. رله دیستانس (فاصله‌یاب):این رله با اندازه‌گیری مقدار امپدانس دیده شده در شبکه در صورت کاهش آن از میزان تنظیمی (در زمان بروز خطای فازها) عمل می‌کند.
22. کلید متعادل کننده بار
23. رله کنترل دما
24. رله ولتاژ فرکانس
25. دستگاه سنکرون ساز یا بررسی سنکرون بودن (همزمانی):این رله در صورت برقراری شرایط سنکرون در دو طرف یک کلید قدرت امکان وصل آن را فراهم می‌سازد.
26. رله عملکرد حرارتی
27. رله کاهش ولتاژ
28. شعله سنج
29. کلید یا کنتاکتور (بساوگر) جداساز
30. رله اعلام گر هشدار:این رله در صورت دریافت سیگنال با روشن شدن لامپ آن به صورت چشمک زدن عملکرد یا تغییر یک وضعیت را اعلام می‌نماید.
31. تحریک مجزا
32. رله جهتی
33. کلید موقعیت
34. دستگاه توالی اصلی
35. دستگاه اتصال کوتاه جاروبک یا حلقهٔ لغزان
36. دستگاه علامت ولتاژ یا علامت دهنده به ولتاژ
37. رله جریان پایین یا توان پایین
38. دستگاه حفاظت یاتاقان
39. دستگاه کنترل موقعیت مکانیکی
40. رله (فوق/زیر تحریک) میدان
41. مدار شکن میدان
42. مدار شکن گذرا
43. دستگاه انتقال یا انتخاب دستی
44. رله راه انداز توالی واحد
45. دستگاه کنترل موقعیت غیرعادی
46. رله جریان فاز معکوس یا فاز تعادل
47. رله ولتاژ فاز معکوس یا فاز تعادل
48. رله توالی ناقص
49. رلهٔ حرارتی ماشین یا ترانسفورمر
50. رله اضافه جریان آنی
51. رله اضافه جریان زمان معکوس متناوب
52. مدار شکن متناوب
53. رله محرک یا مولد dc
54. دستگاه درگیر دندهٔ چرخان
55. رله ضریب توان
56. رله کاربرد میدان
57. دستگاه اتصال کوتاه با زمین‌کننده
58. رله نارسایی یکسو سازی
59. رله اضافه ولتاژ
60. رله تعادل ولتاژ یا جریان
61. کلید یا حسگر چگالی
62. رله تأخیری راه اندازی یا قطع
63. کلید فشار
64. رله تشخیص زمین
65. دستگاه کنترل سرعت موتور
66. دستگاه کنترل تعداد اعمال
67. رله اضافه جریان جهت دار ac
68. رله مسدود شدن یا خارج از گام
69. دستگاه کنترل مجاز
70. رئوستا (روانهٔ ایستان)
71. کلید سطح مایع
72. مدار شکن dc
73. کنتاکتور (بساوگر) مقاومت بار
74. رله هشدار
75. سازو کار تغییر مکان
76. رله اضافه جریان dc
77. دستگاه دوریاب
78. رله اندازه‌گیری زاویه فاز
79. رله باز بست ac
80. کلید شار
81. رله فرکانس
82. رله باز بست dc
83. رله انتخاب کنترل یا انتقال خودکار
84. سازوکار عامل
85. رله ارتباطات، حامل یا سیم آزمایشی
86. رله قفل
87. رله حفاظتی ذیفرانسیل
88. موتور کمکی یا موتور ژنراتور
89. کلید خط
90. دستگاه تنظیم
91. رله جهتدار ولتاژ
92. رله جهتدار توان و ولتاژ
93. کنتاکنور (بساوگر) تغییر میدان
94. رله تریپ (قطع) با تریپ آزاد
95. برای برخی کاربردها که شماره‌های دیگر مناسب نیستند.
96. برای برخی کاربردها که شماره‌های دیگر مناسب نیستند.
97. برای برخی کاربردها که شماره‌های دیگر مناسب نیستند.
98. برای برخی کاربردها که شماره‌های دیگر مناسب نیستند.
99. برای برخی کاربردها که شماره‌های دیگر مناسب نیستند.

- ۱۵۰ - نشانگر اتصال به زمین
- AFD – ردیاب برق زدن قوس
- CLK – منبع زمان یا ساعت
- DDR – ضبط اختلال پویا
- DFR – ضبط خطا دیجیتال
- ENV – داده محیطی
- HIZ – آشکارساز خطای امپدانس بالا
- HMI – رابط ماشین و بشر
- HST – مورخ
- LGC – منطق طرح
- MET – پستهای اندازه‌گیری
- PDC – فازور داده متمرکز
- PMU – واحد اندازه‌گیری فازور
- PQM – واپادگر (دستگاه کنترل) کیفیت توان
- RIO – دستگاه ورودی/خروجی از راه دور
- RTU – واحد ترمینال از راه دور/متمرکزکنندهٔ داده
- SER – ضبط توالی اتفاقات
- TCM – واپادگر (دستگاه کنترل) تریپ (قطع) مدار
- SOTF – سوئیچ بر روی خطا

## پسوندها و پیشوندها
یک پسوند حرف یا عدد بعضاً در کنار شماره دستگاه استفاده می‌شود. به عنوان مثال حرف N وقتی دستگاه به سیم زمین متصل شده باشد به کار می‌رود. هرگاه چند نمونه از یک تجهیز داشته باشیم از پسوند عدد استفاده می‌شود:52X-1, 52X-2 and 52X-۳.

### لیست برخی از حروف

#### دستگاه‌های کمکی
- X - رله کمکی
- Y - رله کمکی
- Z - رله کمکی
- R - رله افزایشی
- L - رله کاهشی
- O - رله یا کنتاکتور (بساوگر) باز شونده
- C - رله یا کنتاکتور (بساوگر) بسته شونده
- SC - کلید کنترل
- CL - رله کمکی باز
- OP - رله کمکی باز
- U - رله کلید موقعیت بالا
- D - رله کلید موقعیت پایین
- PB - دکمه فشاری

#### مقادیر محرک
- A - هوا یا آمپر یا متناوب
- C - جریان
- D - مستقیم یا تخلیه
- E - برق‌رسان (الکترولیت)
- F - فرکانس یا شار یا خطا
- H - منفجره
- J - تفاضلی
- L - سطح یا مایع
- P - توان یا فشار
- PF - ضریب توان
- Q - روغن
- S - سرعت یا مکش یا دود
- T - دما
- V - ولتاژ یا خلأ
- VAR - توان راکتیو (واکنشی)
- VB - لرزش
- W - آب یا وات

#### دستگاه‌های اصلی
- A - هشدار یا توان کمکی
- AN - قطب مثبت (آند)
- B - قوه (باتری) یا دمنده یا شینه (رابط فشار قوی)
- BK - ترمز
- BL - قالب[شیر و فلکه] (بلوک)
- BP - میانبر
- BT - گرهٔ شینه
- C - خازن یا کندانسور یا جبران گر یا جریان دار یا مورد یا کمپرسور (متراکم‌کننده)
- CA - قطب منفی (کاتد)
- CH - بررسی (شیر و فلکه)
- D - تخلیه (شیر و فلکه)
- E - آغاز گر (مولد راه انداز)
- F - فیدر (تغذیه رسان) یا میدان یا افروزه (رشته)(سیم پیچ درون لامپ) یا فیلتر (پالا گر) یا پروانه (پنکه)
- G - زمین یا مولد
- H - گرم‌کننده یا محفظه (پوشگر)
- L - خط یا منطق
- M - موتور یا اندازه‌گیری
- N - شبکه یا خنثی

پسوند N معمولاً در دستگاه‌هایی که به نوترال ثانویهٔ ترانس چریان یا ثانویه ترانس جریانی که سیم پیچ اولیهٔ آن در نوترال یک ماشین یا ترانس قدرت است متصل اند نسبت به G ترجیح داده می‌شود مگر در مورد رلهء خط انتقال که پسوند G بیشتر برای رله‌های خطای زمین به کار برده می‌شود.
- P - پمپ (تلمبه) یا همسانی فاز
- R - سیم پیچ استارت یا یکسوساز یا اتاق
- S - سنکرون کردن (همزمانی) یا ثانویه یا صافی یا دور ریز یا مکش (شیر و فلکه)
- T - ترانس یا تیراترون (راست ابزار)(لولهٔ الکترونیکی دارای گاز کم فشار)
- TH - ترانس[طرف ولتاژ بالا]
- TL - ترانس[طرف ولتاژ پایین]
- TM - دور سنج
- U - واحد

#### قسمت‌های دستگاه اصلی
به دو دسته تقسیم می‌شود:

##### الف
همهٔ قسمت‌ها به جز اتصالات فرعی، کلیدهای موقعیت، کلیدهای محدودکننده و کلیدهای محدودکننده گشتاور:
- BK - ترمز
- C - سیمپیچ، کندانسور، خازن
- CC - سیم پیچ بستن
- HC - سیم پیچ نگهدارنده
- M - موتور عملیاتی
- MF - موتور فلای بال
- ML - موتور با بار محدود
- MS - تنظیم سرعت یا سنکرون کردن موتور
- S - سیم پیچ (سولنوئید)
- SI - مهر و موم
- TC - سیم پیچ راه انداز (تریپ کویل)
- V - شیر و فلکه

##### ب
همهٔ اتصالات کمکی و کلیدهای مکان و محدودکننده.
- a
- b
- aa
- bb